# Angelo di Costanzo
(Sonetto 91)
Angelo di Costanzo (Napoli, 1507 circa – Napoli, novembre 1591) è stato uno storico e poeta italiano.

## Biografia
Di famiglia nobile, nacque, primo di quattro figli, a Napoli, allora sotto il regno di Ferdinando il Cattolico, da Alessandro di Costanzo, proprietario di diversi possedimenti nonché del castello e del feudo di Cantalupo e da Roberta Sanframondo, figlia del conte di Cerreto.
Nel 1527, per sfuggire alla peste in Napoli, si rifugiò insieme alle famiglie del Sannazzaro e del Poderico presso Somma rimanendovi fino al 1530 e legandosi in amicizia con i due poeti; da questi fu spinto a scrivere la sua Storia del Regno di Napoli. Si dedicò agli studi e fu membro di numerose accademie. Ebbe importanti incarichi nella sua città. Era contemporaneo di Pietro Aretino, del poeta e scrittore Berardino Rota, del poeta e storico Francesco Poderico, del poeta Bernardo Tasso e di suo figlio Torquato e del poeta Jacopo Sannazzaro, i quali ne lodarono la sua versalità poetica e storica. Amò, platonicamente, la bellissima poetessa Vittoria Colonna, a quel tempo stabilitasi a Napoli e ad Ischia dopo la morte del marito, dedicandole la maggior parte delle sue rime amorose.
Nel 1540 fu bandito dal Viceré di Napoli Don Pedro de Toledo e si rifugiò nel suo feudo di Cantalupo, in provincia di Isernia; ritornò a Napoli nel 1549 e nel 1589 fu uno dei sei membri della magistratura napoletana.
Fu peregrino per 44 anni e fu sepolto in una chiesa senza onori funebri e senza che una lapide ne ricordasse il nome in un giorno di novembre del 1591.

## Il rimatore
Scrisse versi latini e italiani. Dei carmi latini ne scrisse molti però soltanto dieci di essi sono giunti fino a noi: un'ode saffica latina per la vittoria riportata dall'esercito di Carlo V in Sassonia nel 1547; due epigrammi funebri, uno per Beatrice Caracciolo e l'altro per Sigismondo Re di Polonia; due encomiastici, uno indirizzato a Paolo Giovio per la vita che costui scrisse in onore di Papa Leone X e l'altro al suo amico letterato e guerriero Geronimo Acquaviva, due epigrammi amorosi ed infine due in lode di belle e celebri donne. In italiano scrisse soprattutto dei sonetti, secondo il modello petrarchista di Pietro Bembo, molto lodati dai contemporanei per il loro carattere concettoso e ricercato e per la perfezione formale; piacquero pertanto sia ai marinisti del XVII secolo che agli arcadi del secolo successivo. Oltre a coltivare la lirica latina e italiana, coltivò il dramma, la storia, l'araldica. I contemporanei considerarono Angelo di Costanzo, assieme a Giovanni Della Casa, l'inventore dell'enjambement. L'opera è stata più volte ristampata nel XVIII secolo, soprattutto in una edizione curata da Antonio Federico Seghezzi in cui le Rime di Angelo di Costanzo erano associate a quelle di Galeazzo di Tarsia e di Pirro Schettini.

### Edizioni delle opere poetiche
- Rime d'Angelo di Costanzo, nella stamperia di Gio. Pietro Barbiroli alla Rosa, Bologna, 1709.
- Rime d'Angelo di Costanzo, ristampate con nuova aggiunta, per Costantino Pisarri sotto le Scuole all'insegna di San Michele, Bologna, 1712.
- Le Rime d'Angelo di Costanzo cavaliere napoletano, Quinta edizione delle passate molto più illustrata, ed accresciuta (cur. Antonio Federico Seghezzi) appresso Giuseppe Comino, Padova, 1738.
- Le Rime d'Angelo di Costanzo cavaliere napoletano, Sesta edizione accresciuta (cur. Antonio Federico Seghezzi) appresso Giuseppe Comino, Padova, 1750.
- Le Rime d'Angelo di Costanzo cavaliere napoletano, Edizione novissima delle passate molto più illustrata, e ricorretta (cur. Antonio Federico Seghezzi) nella stamperia Remondini, Venezia, 1759.
- Poesie italiane e latine e prose di Angelo di Costanzo or per la prima volta ordinate e illustrate con la giunta di molte rime inedite tratte da un antico codice, la versione poetica de' carmi latini e la vita dell'autore per opera di Agostino Gallo. F. Lao, Palermo, 1843.
- Angelo di Costanzo, Odi ed epigrammi latini secondo la lezione dell'autografo napoletano; a cura di Antonio Altamura, (Studi e testi umanistici. Ser. 2, Testi e documenti; 3) S. Viti, Napoli, 1950.

## Lo storico
Compilò una Istoria del Regno di Napoli in venti libri, in cui tratta il periodo dal 1250 (anno della morte di Federico II di Svevia) al 1486 (anno della partecipazione alla guerra nel Ducato di Milano da parte di Ferrante d'Aragona). I primi otto libri furono stampati a Napoli nel 1572; l'opera completa a L'Aquila nel 1581. L'opera, iniziata come reazione al Compendio di Pandolfo Collenuccio, è caratterizzata dalla rappresentazione affettuosa dei governanti napoletani, sia angioini che aragonesi, rappresentate come nobili figure plutarchiane.

### Edizioni dellaIstoria
- Dell'istorie della sua patria del signor Angelo di Costanzo gentil'huomo napolitano, (parte prima, comprendente 8 libri), Mattia Cancer, Napoli, 1572.
- Historia del Regno di Napoli dell'illustre signor Angelo di Costanzo gentil'huomo e caualliere Napolitano. Con l'agiontione de dodeci altri libri, dal medesimo authore composti, & hora dati in luce. Nell'Aquila: appresso Gioseppe Cacchio, 1581.
- Historia del Regno di Napoli dell'illustre signor Angelo di Costanzo, divisa in 20 libri. Col ritratto, e vita dell'autore, epilogata in un elogio di Lorenzo Crasso. In Napoli: presso Domenico Antonio Parrino, 1710.
- Angelo di Costanzo, Dell'istoria di Napoli, divisa in 20 libri, Ricciardo, Napoli, 1735 (con l'inserto della vita di Angelo di Costanzo scritta da Bernardino Tafuri).
- Istoria del Regno di Napoli dell'illustre signor Angelo di Costanzo gentiluomo e cavaliere napolitano, divisa in 20 libri, in 3 volumi, Milano: dalla Società tipografica de' classici italiani, contrada di Santa Margherita, n.° 1118, 1805.
- Istoria del Regno di Napoli di Angelo di Costanzo. (Biblioteca portatile latina italiana e francese. Classe italiana), 4 volumi, Milano: Fontana, 1831.
- Storia del Regno di Napoli di Angelo di Costanzo. (Raccolta degli storici e cronisti del Regno delle due Sicilie) Napoli: Borel e Bompard, 1839.
- Istoria del Regno di Napoli di Angelo di Costanzo. Torino: Tipografia e libreria dell'Oratorio di San Francesco di Sales, 1874.